# فهرست رئیس‌جمهورهای ایران
نه تن در طول ۱۴ دوره رئیس‌جمهور ایران بوده‌اند. این مقام پس از سقوط نظام شاهنشاهی ایران و بعد از پیروزی انقلاب اسلامی و بنیان‌گذاری نظام جمهوری اسلامی در ایران به‌وجود آمد و از ۱۳ آذر ۱۳۵۸ با تصویب قانون اساسی جمهوری اسلامی ایران شکل قانونی به خود گرفت. رئیس‌جمهور از بین نامزدهای ریاست جمهوری توسط شورای نگهبان گزینش (تأیید یا ردّ صلاحیت) شده و راه یافتگان به مرحله بعدی برای یک دورهٔ چهار ساله توسط رأی مستقیم اکثریت مطلق مردم ایران برگزیده می‌شود و انتخاب مجدّد او تنها برای یک دورهٔ پیاپی دیگر امکان‌پذیر است.
بنا بر قانون اساسی، رئیس‌جمهوری ایران پس از رهبری دومین مقام سیاسی بلندپایهٔ کشور است و هیئت دولت و قوّهٔ مجریه (یکی از قوای سه‌گانهٔ ایران) تحت امر او قرار دارد و برخلاف بیشتر کشورها رئیس کشور محسوب نمی‌شود. البته تا قبل از بازنگری قانون اساسی در سال ۱۳۶۸، مطابق اصل ۱۳۴ ریاست هیئت دولت با مقام نخست‌وزیر بود؛ بنابراین سه رئیس‌جمهور اوّل ایران (سید ابوالحسن بنی‌صدر، محمدعلی رجایی، سید علی خامنه‌ای) رئیس کابینه محسوب نمی‌شدند. رئیس‌جمهور همچنین به عنوان مجری قانون اساسی، رئیس شورای عالی امنیت ملی و رئیس شورای عالی انقلاب فرهنگی نیز فعّالیّت می‌کند. تنها نخستین رئیس‌جمهور ایران (سید ابوالحسن بنی‌صدر) مقام فرماندهی کل نیروهای مسلّح را برعهده داشته است و پس از عزل و رد صلاحیت این وظیفه به رهبری سپرده شد، مابقی رؤسای جمهور حائز این مقام نبوده‌اند.
در صورتی که رئیس‌جمهور به دلایلی مانند مرگ، عزل، استعفا، غیبت یا بیماری توانایی انجام مسئولیّت‌های قانونی خود را نداشته باشد، معاون‌اوّل رئیس‌جمهور با موافقت رهبری وظایف او را موقتاً برعهده می‌گیرد و باید ظرف مدت ۵۰ روز شرایط انتخاب رئیس‌جمهور بعدی را از طریق انتخابات پیش از موعد فراهم نماید. تا پیش از بازنگری قانون اساسی (۱۳۶۸)، مسئولیّت جانشینی رئیس‌جمهور بر عهدهٔ شورای موقّت ریاست جمهوری بوده است.
سید ابوالحسن بنی‌صدر، نخستین متصدّی این سمت بود که از ۱۵ بهمن ۱۳۵۸ با تنفیذ حکم خود رسماً کارش را آغاز کرد. او تنها رئیس‌جمهوری بوده است که به دلیل عدم کفایت سیاسی توسط مجلس شورای اسلامی برکنار شده است. محمدعلی رجایی نیز تنها رئیس‌جمهوری بوده است که در حین خدمت ترور شده است. پس از هر دوی این مقاطع که رؤسای جمهور دوره کاری خود را به پایان نبردند، شورای موقّت وظایف آن‌ها را تا انتخاب رئیس‌جمهور بعدی برعهده گرفت. سید علی خامنه‌ای در سال ۱۳۶۰ پس محمدعلی رجایی سومین رئیس‌جمهور ایران شد که او هم نیز بعد از انتخاب شدن به عنوان رهبر توسط مجلس خبرگان رهبری در سال ۱۳۶۸، دورهٔ ریاست‌جمهوری خود را پیش از پایان آن واگذار کرد.
اکبر هاشمی رفسنجانی، سید محمد خاتمی، محمود احمدی‌نژاد و حسن روحانی به ترتیب چهارمین، پنجمین، ششمین و هفتمین رئیس‌جمهورهای ایران بودند که هر کدام ۸ سال در این مقام فعالیت کردند. در سال ۱۴۰۰ پس از پایان دوره ریاست جمهوری حسن روحانی سید ابراهیم رئیسی به عنوان رئیس‌جمهور ایران انتخاب شد اما پیش از اتمام یک دوره کامل در سانحه سقوط بالگرد در ورزقان کشته شد و طی برگزاری انتخاباتی زود هنگام در سال ۱۴۰۳ مسعود پزشکیان جانشین وی شد.

## رؤسای‌جمهور
| ردیف | رئیس‌جمهور                       | رئیس‌جمهور | دوره          | دوره             | حزب                                                                                 | دولت                                       | امضا | نخست‌وزیر                               |
| ردیف | رئیس‌جمهور                       | رئیس‌جمهور | آغاز          | پایان            | حزب                                                                                 | دولت                                       | امضا | نخست‌وزیر                               |
| --- | ------------------------------- | --- | ------------- | ---------------- | ----------------------------------------------------------------------------------- | ------------------------------------------ | ---- | -------------------------------------- |
| ۱ | سید ابوالحسن بنی‌صدر (۱۴۰۰–۱۳۱۲) | | ۱۵ بهمن ۱۳۵۸‏  | ۱ تیر ۱۳۶۰‏       | مستقل                                                                               | ۱ (۱۳۵۸)                                   |      | محمّدعلی رجایی                          |
| ۱ | سید ابوالحسن بنی‌صدر (۱۴۰۰–۱۳۱۲) | سید ابوالحسن بنی‌صدر با بیش از ۱۰٫۷ میلیون رأی (۷۶٪~) در انتخابات ۱۳۵۸ برنده و نخستین رئیس‌جمهور ایران شد. بنی‌صدر به اسلام‌گرایان چپ و ملی‌گرایان لیبرال گرایش داشت و در ابتدای کارش از حمایت رهبر انقلاب، روح‌الله خمینی برخوردار بود. دوران او همزمان با چالش‌های ابتدای انقلاب، گروگان‌گیری سفارت آمریکا و جنگ با عراق دچار عدم ثبات و مشکلات داخلی شد و او نهایتاً توسط مجلس شورای اسلامی (با ۱۷۷ رای موافق، ۱۲ ممتنع و ۱ مخالف) به دلیل «عدم کفایت سیاسی» از ریاست جمهوری برکنار شد و مخفیانه از کشور خارج شد. بنی‌صدر در ۱۷ مهر ۱۴۰۰ در سن ۸۸ سالگی بر اثر بیماری در پاریس درگذشت. |               |                  |                                                                                     |                                            |      | محمّدعلی رجایی                          |
| شورای موقت ریاست‌جمهوری ۱ تیر ۱۳۶۰ – ۱۱ مرداد ۱۳۶۰                                                                       |                                 | |               |                  |                                                                                     |                                            |      |                                        |
| ۲ | محمّدعلی رجایی (۱۳۶۰–۱۳۱۲)       | | ۱۱ مرداد ۱۳۶۰‏ | ۸ شهریور ۱۳۶۰‏    | انجمن اسلامی معلمان ایران                                                           | ۲ (۱۳۶۰)                                   |      | محمّدجواد باهنر                         |
| ۲ | محمّدعلی رجایی (۱۳۶۰–۱۳۱۲)       | محمدعلی رجایی با بیش از ۱۳ میلیون رأی (۹۰٪~) پیروز انتخابات ۱۳۶۰ شد. رجایی مورد حمایت حزب جمهوری اسلامی بود و تنها پس از ۲۸ روز از آغاز ریاست جمهوری خود در بمب‌گذاری دفتر نخست‌وزیری توسط سازمان مجاهدین خلق ترور شد. |               |                  |                                                                                     |                                            |      | محمّدجواد باهنر                         |
| شورای موقت ریاست جمهوری زیر نظر محمدرضا مهدوی کنی ۸ شهریور ۱۳۶۰–۱۷ مهر ۱۳۶۰                                             |                                 | |               |                  |                                                                                     |                                            |      |                                        |
| ۳ | سیّد علی خامنه‌ای (–۱۳۱۸)         | | ۱۷ مهر ۱۳۶۰‏   | ۱۳ شهریور ۱۳۶۴   | حزب جمهوری اسلامی ↓ جامعه روحانیت مبارز                                             | ۳ (۱۳۶۰)                                   |      | میرحسین موسوی                          |
| | سیّد علی خامنه‌ای (–۱۳۱۸)         | ۱۳ شهریور ۱۳۶۴‏ | ۲۵ مرداد ۱۳۶۸‏ | ۴ (۱۳۶۴)         | حزب جمهوری اسلامی ↓ جامعه روحانیت مبارز                                             |                                            |      | میرحسین موسوی                          |
| | سیّد علی خامنه‌ای (–۱۳۱۸)         | سید علی خامنه‌ای با بیش از ۱۶ میلیون رأی (۹۵٬۰۱٪) در انتخابات ۱۳۶۰ و بار دیگر با بیش از ۱۲٬۲ میلیون رأی (۸۵٪~) در انتخابات ۱۳۶۴ برگزیده شد. در این دوران که با بخش عمدهٔ جنگ همزمان بود و جناح چپ جمهوری اسلامی قدرتمند بود، او از چهره‌های نسبتاً معتدل به‌شمار می‌رفت. با درگذشت روح‌الله خمینی و از تاریخ ۱۴ خرداد ۱۳۶۸، به رهبری برگزیده شد و مدتی کوتاه رسماً عهده‌دار هر دو مسئولیت بود. او ضمن واگذاری پیش از موعد ریاست جمهوری، از موسوی خواست تا تاریخ آغاز به کار دولت جدید به کار خود ادامه دهد. |               |                  |                                                                                     |                                            |      | میرحسین موسوی                          |
| ردیف | رئیس‌جمهور                       | رئیس‌جمهور | آغاز          | پایان            | حزب                                                                                 | دولت                                       |      | معاون اول                              |
| ۴ | اکبر هاشمی رفسنجانی (۱۳۹۵–۱۳۱۳) | | ۲۵ مرداد ۱۳۶۸‏ | ۱۲ مرداد ۱۳۷۲    | جامعه روحانیت مبارز                                                                 | ۵ (۱۳۶۸)                                   |      | حسن حبیبی                              |
| ۴ | اکبر هاشمی رفسنجانی (۱۳۹۵–۱۳۱۳) | ۱۲ مرداد ۱۳۷۲‏ | ۱۲ مرداد ۱۳۷۶ | ۶ (۱۳۷۲)         | جامعه روحانیت مبارز                                                                 |                                            |      | حسن حبیبی                              |
| ۴ | اکبر هاشمی رفسنجانی (۱۳۹۵–۱۳۱۳) | اکبر هاشمی رفسنجانی با بیش از ۱۵٬۵ میلیون رأی (۹۴٬۵۱٪) در انتخابات ۱۳۶۸ و بار دوم با بیش از ۱۰٬۵ میلیون رأی (۶۳٪~) در انتخابات ۱۳۷۲ رئیس‌جمهور شد. در آغاز دوران ریاست جمهوری او، جنگ تازه پایان یافته‌بود و با انتخاب رهبر جدید، کشور وارد مرحلهٔ جدیدی شده‌بود. با بازنگری قانون اساسی پست نخست‌وزیری حذف شد، پس از آن جناح چپ افول کرد و با ایجاد تعادل با جناح راست، یک جناح میانه‌روی پراگماتیست برخاست. در این دوران که «دوران سازندگی» نام گرفت، مسئلهٔ اصلی کشور بازسازی پس از جنگ و توسعه اقتصادی بود. وی در ۱۹ دی ۱۳۹۵ بر اثر حمله قلبی درگذشت. |               |                  |                                                                                     |                                            |      | حسن حبیبی                              |
| ۵ | سیّد محمّد خاتمی (–۱۳۲۲)          | | ۱۲ مرداد ۱۳۷۶‏ | ۱۱ مرداد ۱۳۸۰    | مجمع روحانیون مبارز                                                                 | ۷ (۱۳۷۶)                                   |      | حسن حبیبی                              |
| ۵ | سیّد محمّد خاتمی (–۱۳۲۲)          | ۱۱ مرداد ۱۳۸۰‏ | ۱۲ مرداد ۱۳۸۴ | ۸ (۱۳۸۰)         | مجمع روحانیون مبارز                                                                 | محمدرضا عارف                               |      |                                        |
| ۵ | سیّد محمّد خاتمی (–۱۳۲۲)          | سیّد محمّد خاتمی با بیش از ۲۰٬۱ میلیون رأی (۶۹٪~) در انتخابات ۱۳۷۶ و بار دوم با بیش از ۲۱٫۶ میلیون رأی (۷۷٪~) در انتخابات ۱۳۸۰ رئیس‌جمهور شد. با آغاز دورهٔ موسوم به «دولت اصلاحات» و «دوم خرداد»، گفتگوی تمدن‌ها و تنش‌زدایی در سیاست خارجی مطرح شد و در سیاست داخلی گسترش آزادی‌های مدنی در چهارچوب قانون اساسی مدنظر قرار گرفت. |               |                  |                                                                                     | محمدرضا عارف                               |      |                                        |
| ۶ | محمود احمدی‌نژاد (–۱۳۳۵)         | | ۱۲ مرداد ۱۳۸۴‏ | ۱۲ مرداد ۱۳۸۸    | جمعیت ایثارگران انقلاب اسلامی و جامعه اسلامی مهندسین و ائتلاف آبادگران ایران اسلامی | ۹ (۱۳۸۴)                                   |      | پرویز داوودی ۱۲ مرداد ۱۳۸۴–۲۶ تیر ۱۳۸۸ |
| ۶ | محمود احمدی‌نژاد (–۱۳۳۵)         | اسفندیار رحیم مشایی ۲۶ تیر–۲ مرداد ۱۳۸۸ | ۱۲ مرداد ۱۳۸۴‏ | ۱۲ مرداد ۱۳۸۸    | جمعیت ایثارگران انقلاب اسلامی و جامعه اسلامی مهندسین و ائتلاف آبادگران ایران اسلامی | ۹ (۱۳۸۴)                                   |      |                                        |
| ۶ | محمود احمدی‌نژاد (–۱۳۳۵)         | بدون متصدّی ۲ مرداد–۲۲ شهریور ۱۳۸۸ | ۱۲ مرداد ۱۳۸۴‏ | ۱۲ مرداد ۱۳۸۸    | جمعیت ایثارگران انقلاب اسلامی و جامعه اسلامی مهندسین و ائتلاف آبادگران ایران اسلامی | ۹ (۱۳۸۴)                                   |      |                                        |
| ۶ | محمود احمدی‌نژاد (–۱۳۳۵)         | ۱۲ مرداد ۱۳۸۸‏ | ۱۲ مرداد ۱۳۹۲ | ۱۰ (۱۳۸۸)        | جمعیت ایثارگران انقلاب اسلامی و جامعه اسلامی مهندسین و ائتلاف آبادگران ایران اسلامی |                                            |      |                                        |
| ۶ | محمود احمدی‌نژاد (–۱۳۳۵)         | ۱۲ مرداد ۱۳۸۸‏ | ۱۲ مرداد ۱۳۹۲ | ۱۰ (۱۳۸۸)        | جمعیت ایثارگران انقلاب اسلامی و جامعه اسلامی مهندسین و ائتلاف آبادگران ایران اسلامی | محمدرضا رحیمی ۲۲ شهریور ۱۳۸۸–۱۲ مرداد ۱۳۹۲ |      |                                        |
| ۶ | محمود احمدی‌نژاد (–۱۳۳۵)         | محمود احمدی‌نژاد در مرحله دوم انتخابات ۱۳۸۴ با بیش از ۱۷٬۲ میلیون رأی (۶۲٪~) و در انتخابات ۱۳۸۸ با بیش از ۲۴٬۵ میلیون رأی (۶۳٪~) پیروز شد. |               |                  |                                                                                     |                                            |      |                                        |
| ۷ | حسن روحانی (–۱۳۲۷)              | | ۱۲ مرداد ۱۳۹۲‏ | ۱۲ مرداد ۱۳۹۶    | حزب اعتدال و توسعه و اصلاح‌طلبان                                                     | ۱۱ (۱۳۹۲)                                  |      | اسحاق جهانگیری                         |
| ۷ | حسن روحانی (–۱۳۲۷)              | ۱۲ مرداد ۱۳۹۶ | ۱۲ مرداد ۱۴۰۰ | ۱۲ (۱۳۹۶)        | حزب اعتدال و توسعه و اصلاح‌طلبان                                                     |                                            |      | اسحاق جهانگیری                         |
| ۷ | حسن روحانی (–۱۳۲۷)              | حسن روحانی با بیش از ۱۸٬۶ میلیون رأی (۵۱٪~) در انتخابات ۱۳۹۲ پیروز شد و دولت خود را «دولت تدبیر و امید» نامید. همچنین در انتخابات ۱۳۹۶ با بیش از ۲۳ میلیون رأی و ۵۷٪ آراء برای بار دوم به عنوان رئیس‌جمهور انتخاب شد. حسن روحانی در حالی ریاست جمهوری را ترک کرد که عملکرد او و دولت‌اش به همراه عملکرد دیگر نهادهای نظام، ایران را در بحران اقتصادی گرفتار کرد و سطح نارضایتی جامعه به حدی رسید که منجر به وقوع دو اعتراض سراسری دی ۹۶ و آبان ۹۸ علیه کل نظام شد. در دوره دوم وی وقایع خروج آمریکا از برجام و اعمال دوباره تحریم‌ها علیه ایران و دنیاگیری کووید ۱۹ رخ داد که در تشدید بحران‌ها در دولت وی تأثیر بسیاری گذاشتند. همچنین بالاترین رکورد نرخ تورم ۶۰ سال اخیر ایران در دولت روحانی به ثبت رسید. |               |                  |                                                                                     |                                            |      | اسحاق جهانگیری                         |
| ۸ | سید ابراهیم رئیسی (۱۴۰۳–۱۳۳۹)   | | ۱۲ مرداد ۱۴۰۰ | ۳۰ اردیبهشت ۱۴۰۳ | جامعه روحانیت مبارز                                                                 | ۱۳ (۱۴۰۰)                                  |      | محمد مخبر                              |
| ۸ | سید ابراهیم رئیسی (۱۴۰۳–۱۳۳۹)   | سید ابراهیم رئیسی با بیش از ۱۸ میلیون رأی (۶۲٪~) در انتخابات ۱۴۰۰ پیروز شد و دولت خود را «دولت مردمی، ایران قوی» نامید. او در ۳۰ اردیبهشت ۱۴۰۳ در سانحه سقوط بالگرد ورزقان به همراه حسین امیرعبداللهیان «وزیر امور خارجه»، و جمعی دیگر کشته شد. |               |                  |                                                                                     |                                            |      | محمد مخبر                              |
| پس از کشته‌شدن سید ابراهیم رئیسی در سانحه سقوط بالگرد محمد مخبر معاون اول وی به مدت ۷۰ روز سرپرست ریاست جمهوری ایران شد. |                                 | |               |                  |                                                                                     |                                            |      |                                        |
| ۹ | مسعود پزشکیان (-۱۳۳۳)           | | ۷ مرداد ۱۴۰۳  | متصدی            | مستقل                                                                               | ۱۴ (۱۴۰۳)                                  |      | محمدرضا عارف                           |
| ۹ | مسعود پزشکیان (-۱۳۳۳)           | پزشکیان در دور نخست انتخابات بیش از ۱۰٬۴۱۵ میلیون رای کسب کرد اما به‌دلیل اینکه نتوانست ۵۰٪ آرا را به خود اختصاص دهد، او و سعید جلیلی به دور دوم انتخابات رفتند. پزشکیان در مرحله دوم انتخابات که در ۱۵ تیر برگزار شد، رقیب سعید جلیلی بود و با کسب بیش از ۵۳ درصد آرا از کل آراء ماخوذه به‌عنوان نهمین رئیس‌جمهور ایران انتخاب شد. او در این دور ۱۶٫۳۸۴٫۴۰۳ رای کسب کرد. |               |                  |                                                                                     |                                            |      | محمدرضا عارف                           |

## نمودار سال‌شمار
اعداد، سال خورشیدی را نشان می‌دهند:

## یادکردها
1. ↑  «قانون انتخابات ریاست جمهوری اسلامی ایران». شورای نگهبان. ۱۷ اسفند ۱۳۹۱. بایگانی‌شده از اصلی در ۱۳ نوامبر ۲۰۱۱. دریافت‌شده در ۱۵ ژانویه ۲۰۱۸.
2. ↑  آژند و دیگران، ۴۵۲.
3. ↑  راعی گلوجه، «شهید رجایی از ریاست‌جمهوری تا شهادت».
4. ↑  Paidar, 230.
5. ↑  آژند و دیگران، ۴۵۲.
6. ↑  Ashraf, Encyclopædia Iranica.
7. ↑  Ashraf, Encyclopædia Iranica.
8. ↑  «ابوالحسن بنی‌صدر درگذشت». BBC News فارسی. دریافت‌شده در ۲۰۲۱-۱۰-۰۹.
9. ↑  سجادی‌پور، وبگاه رسمی دفتر حفظ و نشر آثار حضرت آیت‌الله خامنه‌ای.
10. ↑  راعی گلوجه، «شهید رجایی از ریاست‌جمهوری تا شهادت».
11. ↑  Daniel, 206.‏
12. ↑  Basmenji, 162. "... Banisadr was forced to accept the IRP candidate, Muhammad Ali Rajaei."
13. ↑  اصغرنیا، ۱۴۰. «در حال حاضر، آقای محمدعلی رجایی عضو حزب نیست، ولی چون لایق است، از او حمایت می‌کنیم.»
14. ↑  آژند و دیگران، ۴۵۹.
15. ↑  Ashraf, Encyclopædia Iranica.
16. ↑  آژند و دیگران، ۴۶۴.
17. 1 2 3  همشهری آنلاین.
18. ↑  Daniel, 206.‏
19. ↑  Crane, Lal and  Martini, 22.
20. ↑  Daniel, 206.‏
21. ↑  سجادی‌پور، وبگاه رسمی دفتر حفظ و نشر آثار حضرت آیت‌الله خامنه‌ای.
22. 1 2  وبگاه رسمی دفتر حفظ و نشر آثار حضرت آیت‌الله خامنه‌ای.
23. ↑  دوران ریاست جمهوری حوزه (پایگاه اطلاع‌رسانی حوزه)
24. ↑  آیت‌الله خامنه‌ای رکورددار آراء مردمی در انتخابات ریاست جمهوری مرکز اسناد انقلاب اسلامی
25. ↑  Ashraf, Encyclopædia Iranica.
26. ↑  وبگاه رسمی دفتر حفظ و نشر آثار حضرت آیت‌الله خامنه‌ای.
27. ↑  Crane, Lal and  Martini, 22.
28. ↑  Page, 272.
29. ↑  سجادی‌پور، وبگاه رسمی دفتر حفظ و نشر آثار حضرت آیت‌الله خامنه‌ای.
30. ↑  Ashraf, Encyclopædia Iranica.
31. ↑  Muller, Overstreet and  Banks, 603-604.
32. ↑  «معاون‌اول رئیس‌جمهور»،  وبگاه رسمی ریاست جمهوری ایران.
33. ↑  Ashraf, Encyclopædia Iranica.
34. ↑  سجادی‌پور، وبگاه رسمی دفتر حفظ و نشر آثار حضرت آیت‌الله خامنه‌ای.
35. ↑  Mattair, 163.
36. ↑  Europa Publications Staff, The Europa World Year Book: 2007, 2302.
37. ↑  «طی حکمی از سوی دکتر احمدی‌نژاد صورت گرفت؛ «اسفندیار رحیم مشایی» معاون اول رئیس‌جمهور شد»،  وبگاه رسمی ریاست جمهوری ایران.
38. ↑  «نامه رحیم مشایی به رئیس‌جمهور»،  وبگاه رسمی ریاست جمهوری ایران.
39. ↑  «برگزاری مراسم تنفیذ حکم دهمین دوره ریاست جمهوری در حضور رهبر انقلاب»،  وبگاه رسمی دفتر حفظ و نشر آثار حضرت آیت‌الله خامنه‌ای.
40. ↑  «انتصاب محمدرضا رحیمی به سمت معاون اول رئیس‌جمهور»،  وبگاه رسمی ریاست جمهوری ایران.
41. ↑  «تنفیذ حکم ریاست جمهوری دکتر روحانی از سوی مقام معظم رهبری»،  وبگاه رسمی ریاست جمهوری ایران.
42. ↑  Mousavian.
43. ↑  وبگاه رسمی جامعه روحانیت مبارز.
44. ↑  «در حکمی از سوی دکتر روحانی صورت گرفت؛ انتصاب مهندس جهانگیری به عنوان معاون اول رئیس‌جمهور»،  وبگاه رسمی ریاست جمهوری ایران.
45. ↑  «متن کامل گزارش ۱۰۰ روزه رئیس‌جمهور»،  وبگاه رسمی ریاست جمهوری ایران.
46. ↑  «انتخابات و «دولت بی‌مصرف» حسن روحانی». رادیو فردا. بایگانی‌شده از اصلی در ۱۳ می ۲۰۲۱. دریافت‌شده در ۲۰۲۱-۱۰-۱۲.
47. ↑  روحانی‌سنج. «کارنامه ۸ ساله روحانی؛ گزارش پایانی روحانی‌سنج». rouhanimeter.com. بایگانی‌شده از اصلی در ۷ سپتامبر ۲۰۲۱. دریافت‌شده در ۲۰۲۱-۰۹-۰۷.
48. ↑  «نگاهی به نرخ تورم در سال‌های پس از انقلاب/ تورم تک رقمی، رؤیای دست نیافتنی اقتصاد ایران | اقتصاد آنلاین». www.eghtesadonline.com. دریافت‌شده در ۲۰۲۱-۰۹-۰۷.
49. ↑  ایران، عصر (۱۴۰۳/۰۲/۳۱–۰۷:۲۸). «سید ابراهیم رئیسی به شهادت رسید». fa. دریافت‌شده در 2024-07-28. تاریخ وارد شده در |تاریخ= را بررسی کنید (کمک)
50. ↑  «محمد مخبر؛ از دزفول تا پاستور». بی‌بی‌سی فارسی. ۸ اوت ۲۰۲۱. دریافت‌شده در ۱۲ اوت ۲۰۲۱.
51. ↑  «ابراهیم رئیسی پیروز سیزدهمین دوره انتخابات ریاست جمهوری ایران شد». بی‌بی‌سی فارسی. ۱۹ ژوئن ۲۰۲۱. دریافت‌شده در ۱۲ اوت ۲۰۲۱.
52. ↑  «تنفیذ مسعود پزشکیان، نهمین رئیس‌جمهور ایران». BBC News فارسی. ۲۰۲۴-۰۷-۲۸. دریافت‌شده در ۲۰۲۴-۰۷-۲۸.

### فارسی
- آژند، یعقوب؛ آغاجری، هاشم؛ حسنی، عطاءالله؛ خیراندیش، عبدالرسول؛ زرگری‌نژاد، غلامحسین؛ اسماعیلی، علیرضا؛ بهرامی، روح‌الله؛ علی‌اکبری بایگی، علی‌اکبر (تابستان ۱۳۷۸)، دولت‌های ایران: از میرزا نصرالله‌خان مشیرالدوله تا میرحسین موسوی؛ بر اساس دفتر ثبت کابینه‌های نخست‌وزیری، به کوشش اداره کل آرشیو، اسناد و موزه.، تهران: وزارت فرهنگ و ارشاد اسلامی
- «آشنایی با ادوار انتخابات ریاست جمهوری در ایران». همشهری آنلاین. ۱۲ خرداد ۱۳۸۸. بایگانی‌شده از روی نسخه اصلی در ۲۳ ژانویه ۲۰۱۴. دریافت‌شده در ۱۷ مهر ۱۳۸۹.
- سجادی‌پور، هادی (۶ مرداد ۱۳۸۸). «بازخوانی تنفیذ احکام رؤسای جمهوری». وبگاه رسمی دفتر حفظ و نشر آثار حضرت آیت‌الله خامنه‌ای. بایگانی‌شده از اصلی در ۱ اکتبر ۲۰۰۹. دریافت‌شده در ۱۷ مهر ۱۳۸۹.
- اصغرنیا، محمدحسین (۹ خرداد ۱۳۸۹)، «فاجعه ۷ تیر در گفتگو با محمدحسین اصغرنیا؛ ما بازماندگان ۲۷ نفر بودیم!» (PDF)، ویژه‌نامه سیاسی روزنامه ایران، ش. ۲، ص. ۱۱۴، بایگانی‌شده از اصلی (PDF) در ۳۱ دسامبر ۲۰۱۱، دریافت‌شده در ۲۱ سپتامبر ۲۰۱۰
- راعی گلوجه، سجاد (۲ شهریور ۱۳۸۸). «شهید رجایی از ریاست‌جمهوری تا شهادت». خبرگزاری فارس. بایگانی‌شده از روی نسخه اصلی در ۱ ژانویه ۲۰۱۴. دریافت‌شده در ۲ مهر ۱۳۸۹.
- «نامه به حجةالاسلام والمسلمین هاشمی رفسنجانی و استعفا از سمت ریاست جمهوری». دفتر حفظ نشر و آثار حضرت آیت‌الله خامنه‌ای. دریافت‌شده در ۱۶ ژوئن ۲۰۱۸.
- «انتخابات پنجمین دوره ریاست جمهوری». دفتر حفظ نشر و آثار حضرت آیت‌الله خامنه‌ای. بایگانی‌شده از اصلی در ۹ اکتبر ۲۰۱۰. دریافت‌شده در ۲۴ سپتامبر ۲۰۱۱.
- «برگزاری مراسم تنفیذ حکم دهمین دوره ریاست جمهوری در حضور رهبر انقلاب». وبگاه رسمی دفتر حفظ و نشر آثار حضرت آیت‌الله خامنه‌ای. ۱۲ مرداد ۱۳۸۸. بایگانی‌شده از اصلی در ۲۱ ژانویه ۲۰۱۴. دریافت‌شده در ۳ دی ۱۳۹۲.
- «معاون‌اول رئیس‌جمهور». وبگاه رسمی ریاست جمهوری ایران. بایگانی‌شده از اصلی در ۲۱ ژوئن ۲۰۰۹. دریافت‌شده در ۲۴ سپتامبر ۲۰۱۱.
- «طی حکمی از سوی دکتر احمدی‌نژاد صورت گرفت؛ «اسفندیار رحیم مشایی» معاون اول رئیس‌جمهور شد». وبگاه رسمی ریاست جمهوری ایران. ۲۶ تیر ۱۳۸۸. بایگانی‌شده از روی نسخه اصلی در ۱۸ سپتامبر ۲۰۰۹. دریافت‌شده در ۲۴ سپتامبر ۲۰۱۱.
- «نامه رحیم مشایی به رئیس‌جمهور». وبگاه رسمی ریاست جمهوری ایران. ۳ مرداد ۱۳۸۸. بایگانی‌شده از روی نسخه اصلی در ۲۱ سپتامبر ۲۰۰۹. دریافت‌شده در ۲۴ سپتامبر ۲۰۱۱.
- «انتصاب محمدرضا رحیمی به سمت معاون اول رئیس‌جمهور». وبگاه رسمی ریاست جمهوری ایران. ۲۲ شهریور ۱۳۸۸. بایگانی‌شده از روی نسخه اصلی در ۱۰ ژانویه ۲۰۱۱. دریافت‌شده در ۲۴ سپتامبر ۲۰۱۱.
- «تنفیذ حکم ریاست جمهوری دکتر روحانی از سوی مقام معظم رهبری». وبگاه رسمی ریاست جمهوری ایران. ۱۲ مرداد ۱۳۹۲. دریافت‌شده در ۷ دی ۱۳۹۲.
- «معرفی جامعه روحانیت ← اعضأ و سمت‌ها ← اعضای شورای مرکزی». وبگاه رسمی جامعه روحانیت مبارز. بایگانی‌شده از اصلی در ۲۷ آوریل ۲۰۱۳. دریافت‌شده در ۷ دی ۱۳۹۲.
- «در حکمی از سوی دکتر روحانی صورت گرفت؛ انتصاب مهندس جهانگیری به عنوان معاون اول رئیس‌جمهور». وبگاه رسمی ریاست جمهوری ایران. ۱۴ مرداد ۱۳۹۲. دریافت‌شده در ۷ دی ۱۳۹۲.
- «متن کامل گزارش ۱۰۰ روزه رئیس‌جمهور». وبگاه رسمی ریاست جمهوری ایران. بایگانی‌شده از اصلی در ۱۹ فوریه ۲۰۱۴. دریافت‌شده در ۲۸ بهمن ۱۳۹۲.

### انگلیسی
- Ashraf, Ahmad (2007), "ISLAM IN IRAN xiii. ISLAMIC POLITICAL MOVEMENTS IN 20TH CENTURY IRAN", Vol. XIV, Fasc. 2 (به انگلیسی) (online ed.), Encyclopædia Iranica
- Paidar, Parvin (1997), "Women and the Political Process in Twentieth-Century Iran", Volume 1 of Cambridge Middle East Studies (به انگلیسی) (illustrated ed.), Cambridge University Press
- Elton L. Daniel (2005), "The history of Iran", The Greenwood histories of the modern nations (به انگلیسی) (illustrated ed.), Greenwood Publishing Group
- Keith Crane, Rollie Lal, Jeffrey Martini (2008), Iran's political, demographic, and economic vulnerabilities (به انگلیسی), Rand Corporation, p. p 22 {{citation}}: |صفحه= has extra text (help)نگهداری یادکرد:نام‌های متعدد:فهرست نویسندگان (link)
- Kaveh Basmenji (2005), Tehran blues: how Iranian youth rebelled against Iran's founding fathers (به انگلیسی) (annotated ed.), Saqi
- Kogan Page (2004), World of Information Regional Review: Middle East (به انگلیسی), Kogan Page Publishers
- Thomas C. Muller, William Overstreet, Arthur S. Banks (2004), Political Handbook of the World (به انگلیسی), CQ Press{{citation}}:  نگهداری یادکرد:نام‌های متعدد:فهرست نویسندگان (link)
- Thomas R. Mattair (۲۰۰۸)، Global security watch--Iran: a reference handbook، ABC-CLIO، شابک ۹۷۸۰۲۷۵۹۹۴۸۳۹
- Europa Publications Staff (2007), The Europa World Year Book: 2007, Volume 1 (به انگلیسی) (48, illustrated ed.), Routledge
- Seyed Hossein Mousavian (July 5, 2013). "The Rise of the Iranian Moderates" (به انگلیسی). Al-Monitor. Retrieved December 28, 2013.